# Dasyscyphus stigmellus
Dasyscyphus stigmellus är en svampart som först beskrevs av Mordecai Cubitt Cooke, och fick sitt nu gällande namn av Pier Andrea Saccardo 1892. Dasyscyphus stigmellus ingår i släktet Dasyscyphus och familjen Hyaloscyphaceae.   Inga underarter finns listade i Catalogue of Life.